# كينيا في الألعاب الأولمبية
تعتبر الألعاب الأولمبية من الأحداث الرياضية المهمة في كينيا، تقوم اللجنة الأولمبية الوطنية الكينية بالإشراف في شؤون مشاركات كينيا في الألعاب الأولمبية، أول مشاركة لكينيا في الألعاب الأولمبية كانت في دورة 1956 في سانت لويس في الولايات المتحدة وتمكنت من الفوز بأول ميدالية لها في دورة 1960 في روما، فازت كينيا بمشوارها الأولمبي بمجموع 86 ميدالية منها 25 ميدالية ذهبية و 32 فضية و29 برونزية، أكثر الرياضات التي تنافس فيها كينيا هي ألعاب القوى حيث تعتبر كينيا مع إثيوبيا أقوى الدول المتنافسة على الميداليات فيها خصوصاً في رياضات العدو للمسافات الطويلة والمتوسطة وإضافةً للماراثونات، كما لدى كينيا حضور قوي في الملاكمة، شاركت كينيا أيضاً ب3 دورات في الألعاب الأولمبية الشتوية ولم تفز بأي ميدالية فيها حتى الآن.